# Wilhelm Krause
Pour les articles homonymes, voir Krause.
Wilhelm August Leopold Christian Krause, né le 27 février 1803 à Dessau et mort le 8 janvier 1864 à Berlin, est un peintre allemand, spécialisé dans les paysages et les marines.

## Biographie
Krause bénéficie du soutien de C.W. Kolbe l'aîné, qui reconnaît tôt son talent, pour l'obtention d'une bourse d'études ducale à l'académie de Dresde en 1821. Krause y demeure trois ans et étudie à l'atelier de Caspar David Friedrich. Il se rend en 1824 à Berlin, où il devient l'élève de Karl Wilhelm Wach en 1827. En parallèle, Krause est employé pendant cinq ans comme ténor au théâtre de Königsstadt de Berlin, et ne vit de son travail de peintre qu'à partir de 1830.
Le domaine de prédilection de Krause est la peinture de marines depuis l'origine. Il peint toujours des motifs paysagers en toile de fond. Il s'inspire de ses voyages qui se déroulent au bord de la mer, comme à Rügen en 1830 avec son ami Rudolf Jordan ; en Norvège en 1830-1831 ; en Hollande en 1834 ; en Normandie en 1836, en Angleterre et en Écosse, en 1842.
L'académie royale des sciences de Prusse accueille Krause en 1833 qui y exposait régulièrement depuis 1826. Il publie en 1846 un ouvrage intitulé Die Maler-Technik der Meister des 15. bis 18. Jahrhunderts wiederentdeckt von Prof. Wilhelm Krause in Berlin (La technique de peinture des maîtres du XVe au XVIIIe siècle redécouverte par le professeur Wilhelm Krause de Berlin).
Plus tard, Krause entreprend un voyage sur la côte adriatique en passant par la France, l'Italie et la Grèce. Krause, qui est le premier à Berlin à avoir mis en valeur la peinture de marines, s'entoure également d'un cercle d'amis qui partagent ses vues, comme Hermann Eschke, Eduard Hildebrandt, Charles Hoguet, ou Fritz Bamberger (de). Il a eu comme élève le peintre de genre Ludwig von Hagn et le jeune Theodore Alexander Weber dès 1854.
Il meurt à l'âge de soixante ans à Berlin. La peinture de marines lui avait assuré le succès financier, avant que ce genre ne passe de mode.

## Illustrations

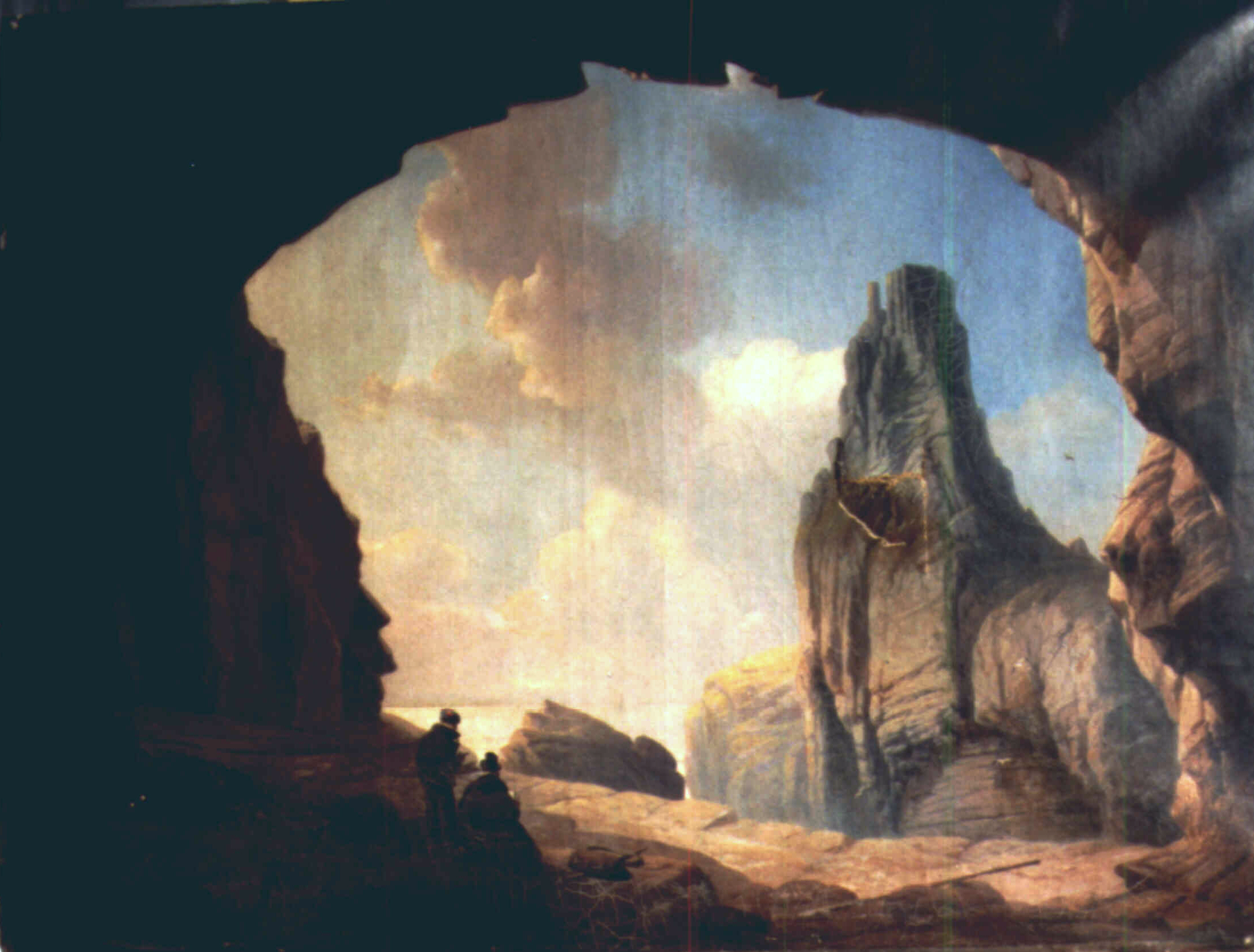
Vue d'un fjord de Norvège (collection privée)
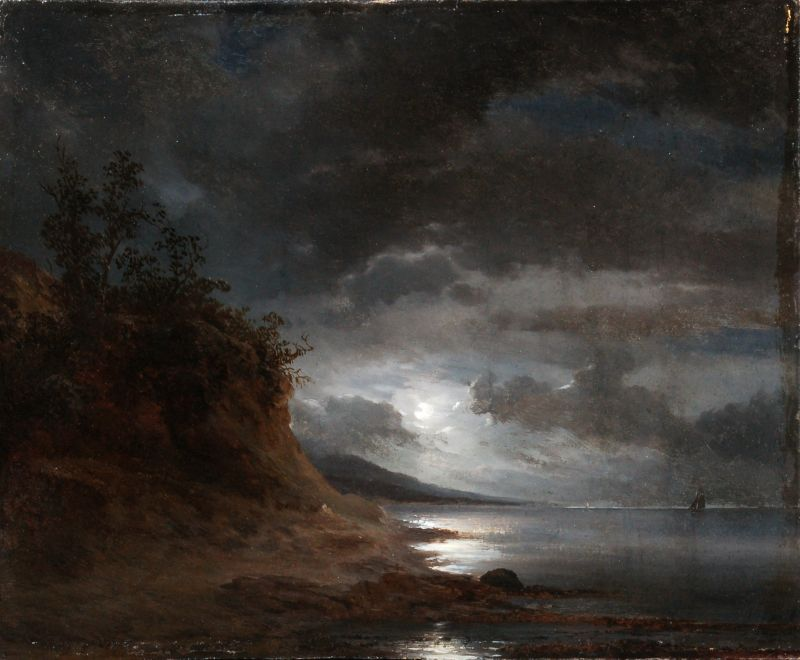
Paysage de côte sous la lune
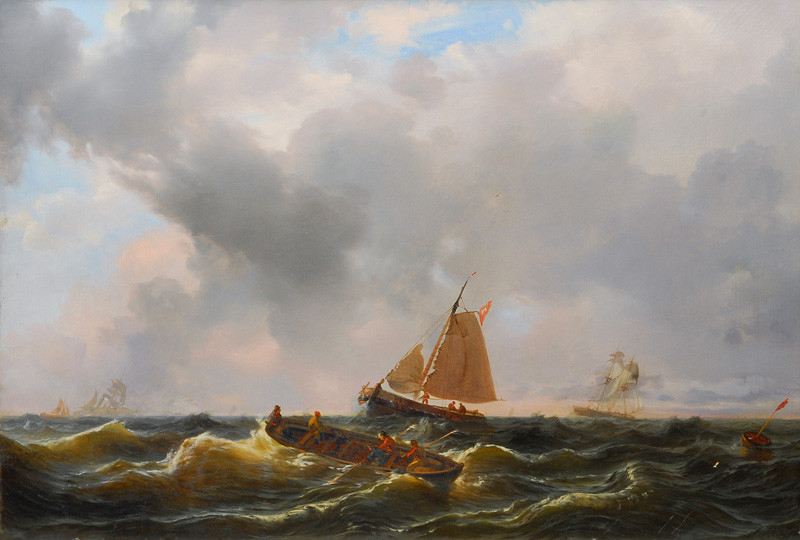
Bateaux loin de la côte
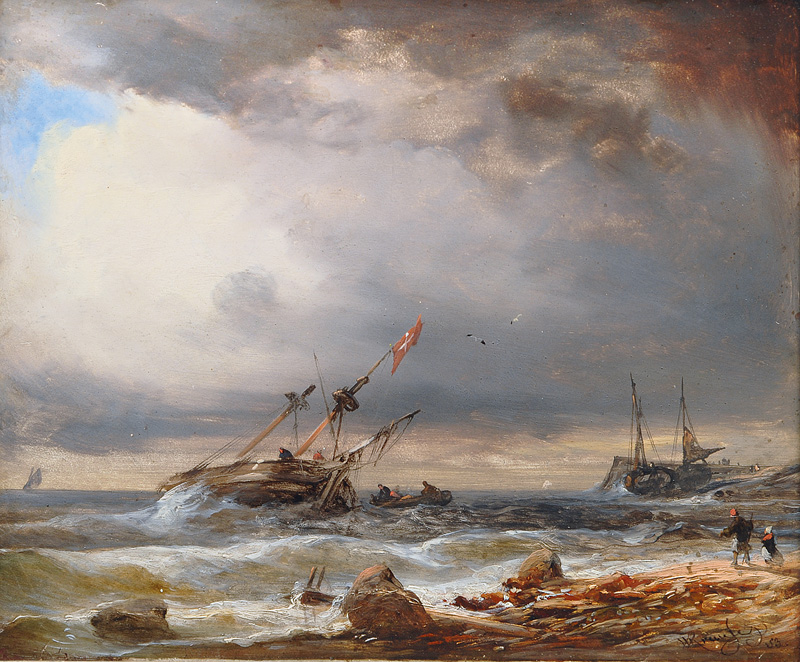
Deux mâts danois devant un petit port

## Quelques œuvres
- Arkona à l'île de Rügen
- Plage de l'île de Rügen
- Tempête en mer, 1830
- Côte poméranienne
- Côte écossaise sous la tempête